# Tammaritu II
Tammaritu II (652–649 p.n.e. ponownie 647–? p.n.e.) – elamicki król władający w Hidalu mieście leżącym we wschodnich górach Iranu w drodze do Anszanu.
Podobnie jak Humban-nikasz II został wprowadzony na tron z woli Aszurbanipala po pokonaniu Teummana. Nie udzielił pomocy Szamasz-szuma-ukinowi w czasie jego zmagań z bratem. Zaangażowanie Asyryjczyków w Babilonii wykorzystał do ataku na Humban-nikasza II, którego pokonał i zajął tron w Suzie. Okres, w jakim on panował w Elamie, charakteryzują wojny domowe spowodowane licznymi pretendentami do tronu. Wroga Asyria, popierając uzurpatorów mogła skutecznie podbijać nowe części kraju, co ostatecznie zakończy się złupieniem Suzy i upadkiem państwa. 